# Isidella lofotensis
Isidella lofotensis är en korallart som beskrevs av Sars 1868. Isidella lofotensis ingår i släktet Isidella och familjen Isididae. Inga underarter finns listade i Catalogue of Life.